# سفارة السويد في روسيا
سفارة السويد في روسيا هي أرفع تمثيل دبلوماسي لدولة السويد لدى روسيا. تقع السفارة في موسكو وهي تهدف لتعزيز المصالح السويدية في روسيا.

## وصلات خارجية
- الموقع الرسمي
- قائمة سفارات السويد
- قائمة السفارات في روسيا